# راه رفتن روی خطوط
راه رفتن روی خطوط یک مجموعه تلویزیونی محصول سال ۱۳۹۱ به کارگردانی علیرضا امینی، نویسندگی علی حدادی (بازنویسی فیلمنامه: محمدرضا ایزدی یکتا) و تهیه‌کنندگی محمدرضا ایزدی یکتا می‌باشد که از شبکه یک پخش شد.

## خلاصه داستان
«راه رفتن روی خطوط» داستان زندگی حامد است که مادرش را در گذشته از دست داده شاهد تصادف پدرش با قطار است. او با دیدن این حادثه قدرت تکلم خود را از دست می‌دهد. از طرفی امیر معلم او با همسرش افسانه تصمیم می‌گیرند او را همراه خود به زیارت حرم علی‌بن‌موسی‌الرضا ببرند که…

## بازیگران
- پویا امینی
- مقداد افشار
- خسرو شهراز
- مهدی امینی‌خواه
- معصومه آقاجانی
- صفا آقاجانی
- پوریا ایمانی
- صدف احمدی
- اکبر احمدی
- عسل بدیعی
- آرمان حبیبی
- بهروز حسینی
- محمدتقی حسینی
- محمد دشتی
- سیدجواد رضوی
- علیرضا زارعیان
- علی شیری
- زهره صفوی
- مهدی صباغی
- زهره عباسی
- محمد فرزانه
- مهدی فقیه
- امین کریمی
- معصومه موسوی
- دنیا محمدی
- سارا منصوری
- محمدنوید نادرشاهی
- محمدرضا نجاتیان
- آرماندیس نورزاد
- محمدامین هادی